# A Convict's Sacrifice
A Convict's Sacrifice é um filme mudo norte-americano de 1909 em curta-metragem, do gênero drama, escrito e dirigido por D. W. Griffith. O filme foi produzido e distribuído por Biograph Company.